# Xperia ZR
Xperia ZR（エクスペリア ゼットアール）とは、ソニーモバイルコミュニケーションズによって開発された第3世代移動通信システム対応の端末である。2013年に開催されたコンシューマー・エレクトロニクス・ショーで発表され、2013年5月17日に日本で発売された。

## 概要
Xperia ZRのオペレーティングシステムはAndroid 4.1.2 Jelly Beanを搭載し、Android 5.1.1 Lollipopまでアップデートが提供されている。ただし日本向けにローカライズされたXperia Aは、Android 4.2をもって終了している。JIS保護等級はIP55とIP58を取得しており、耐衝撃、防塵、防水、耐水圧などで高い耐久性を持っている。ソニーが独自に行なったテストでは、水深1.5メートルに30分間ほどXperia ZRを沈めても、内部が浸水しないことが発表された。カメラはExmor RSと呼ばれるイメージセンサーを搭載し、1300万画素の撮影ができる。

日本国内向けには、NTTドコモ専用にローカライズされたXperia A（SO-04E）と呼ばれる機種がある。2013年9月には、NTTドコモから特別モデルとして初音ミクのデザインをコンセプトにした「Xperia feat. HATSUNE MIKU」が発売された。

## 仕様
Xperia ZRの主な仕様を記述（日本向けのローカライズモデルXperia AについてはSO-04Eを参照）。

### カメラ
- 1310万画素の背面カメラ
- 30万画素の前面カメラ
- 16倍のデジタルズーム
- Exmor RSのイメージセンサー
- 1080pの動画撮影
- 顔検出
- ハイダイナミックレンジモード
- バーストモード（連写撮影）毎秒9枚かつ900万画素での撮影
- LEDフラッシュ
- 画像表示の対応形式：BMP、GIF、JPEG、PNG、WBMP
- 動画再生の対応形式：3GPP、MP4、MKV、AVI、XVID、MOV

### ディスプレイ
- 4.55インチ、1280×720ピクセル
- 傷から守るための保護フィルムが最初から貼られている。
- 静電容量方式のタッチディスプレイ

### メモリ
- RAM:2GB ROM:8GB（ユーザー領域は4.5GB）
- MicroSDカードで32GBまで拡張可能

### モバイル通信
- UMTS 850/900/1700/1900/2100MHz（モデルにより異なる。）
- GSM 850/900/1800/1900MHz（モデルにより異なる。）